# ÖBB 1040 sorozat
Az ÖBB 1040 sorozat egy Bo’Bo’ tengelyelrendezésű osztrák villamosmozdony-sorozat volt. 1950 és 1953 között gyártották, majd 2003-ban selejtezték. Ezt a mozdonysorozatot az ÖBB 1245-ös sorozatból kísérletezte ki az ÖBB a második világháború után. Több gyenge pontot is kijavítottak rajta, például a forgóvázakat több ponton kapcsolták a mozdonyszekrényhez. Az új mozdonyok főleg a Tauernbahnon szolgáltak, de később a Bécs-Salzburg közti teherszállítás is ezekre a mozdonyokra hárult.

## Története
.

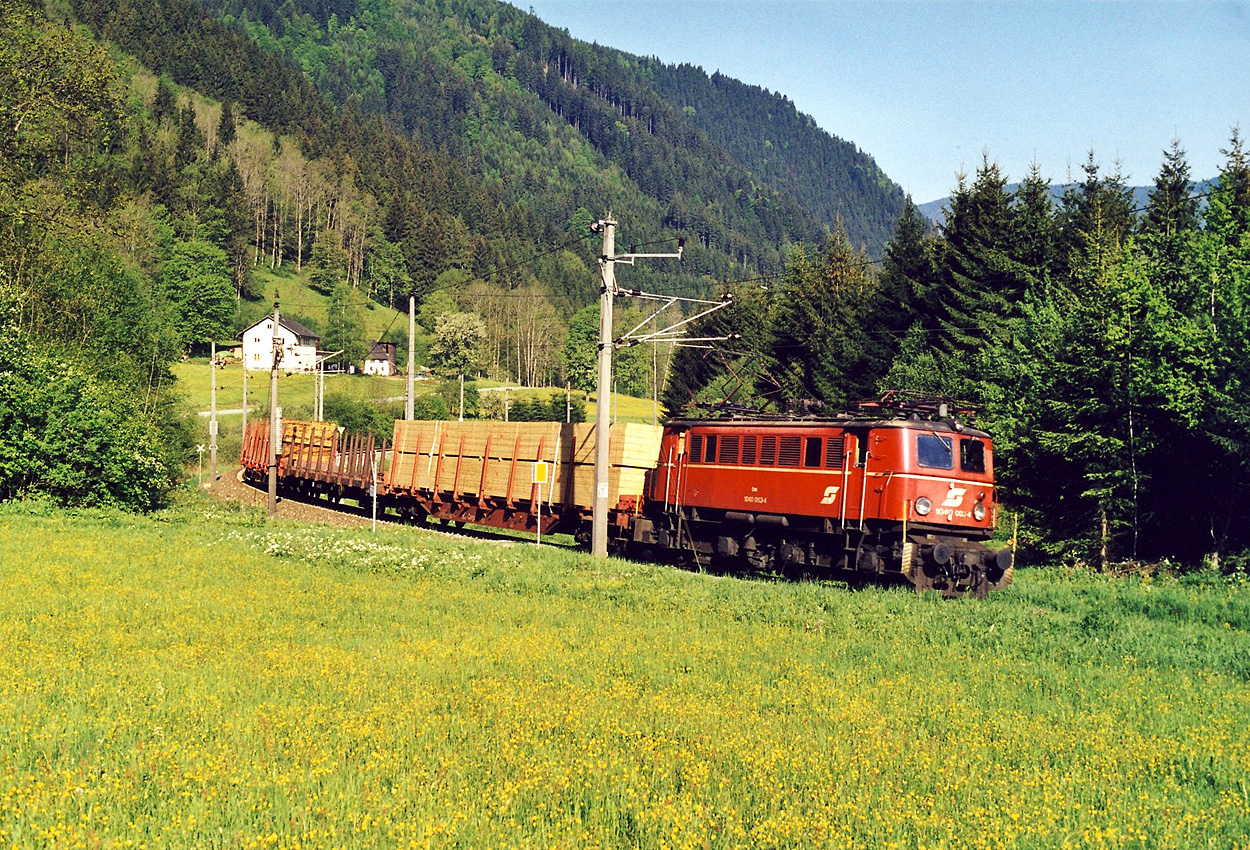
1040 003-4 tehervonattal Frauenberg an der Enns közelében (2001)

A második világháború után az Osztrák Szövetségi Vasutak átfogó villamosítási programot hajtott végre, a gőzvontatást fel kellett váltani. Ehhez azonban az ÖBB-nek elektromos mozdonyokra volt szüksége: Ez vezetett az 1040 sorozat megépítéséhez, amelyet az 1045-ös, 1145-ös és az 1245-ös sorozat alapján terveztek. Ez volt az első háború utáni mozdony Ausztriában. Az 1040-esből két sorozat készült. Az első tételt tíz mozdony alkotta, ezeket 1950-ben és 1951-ben szállította az ÖBB-nek a Floridsdorfi Mozdonygyár és az ELIN. 1953-ban szállították le a második sorozatot, amely hat mozdonyból állt, amelyek azonban az első sorozat mozdonyaitól az elejükben különböztek. A későbbi általános ellenőrzések során az első sorozat összes gépét a második sorozat megjelenéséhez igazították.
A mozdonyokat kezdetben gyors- és tehervonatok vontatására használták. Később kiszorultak a gyorsvonati közlekedésből. 2003-ban az utolsó 1040 sorozatú mozdonyokat kivonták a forgalomból (az utolsó képviselői az 1040.006 és 015-ös mozdonyok voltak). Legutóbb Selzthalban állomásoztak, és főleg regionális vonatokon és tolatós tehervonatokon használták őket - a Salzkammergut és az Ennstal völgyében.